# Akraba (Palestyna)
Akraba (arab. عقربا) – palestyńska wioska położona w muhafazie Nablus, w Autonomii Palestyńskiej. Według danych Palestyńskiego Centralnego Biura Statystycznego z 2016 liczyła 9 926 mieszkańców.